# 댄 지놋

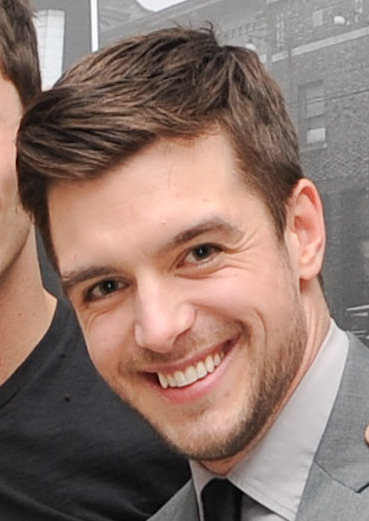

댄 지놋(Dan Jeannotte, 1981년 9월 22일 ~ )은 캐나다의 배우, 성우이다.
몬트리올에서 태어났다.

## 출연 작품

### 영화
- 데스 레이스 (2008)
- 사랑은 은반 위에 4: 파이어 앤 아이스 (2010, The Cutting Edge: Fire and Ice)
- 레드: 더 레전드 (2013)

### 텔레비전
- 굿 위치 (2015-19, Good Witch)